# Feux et signaux lumineux routiers en France

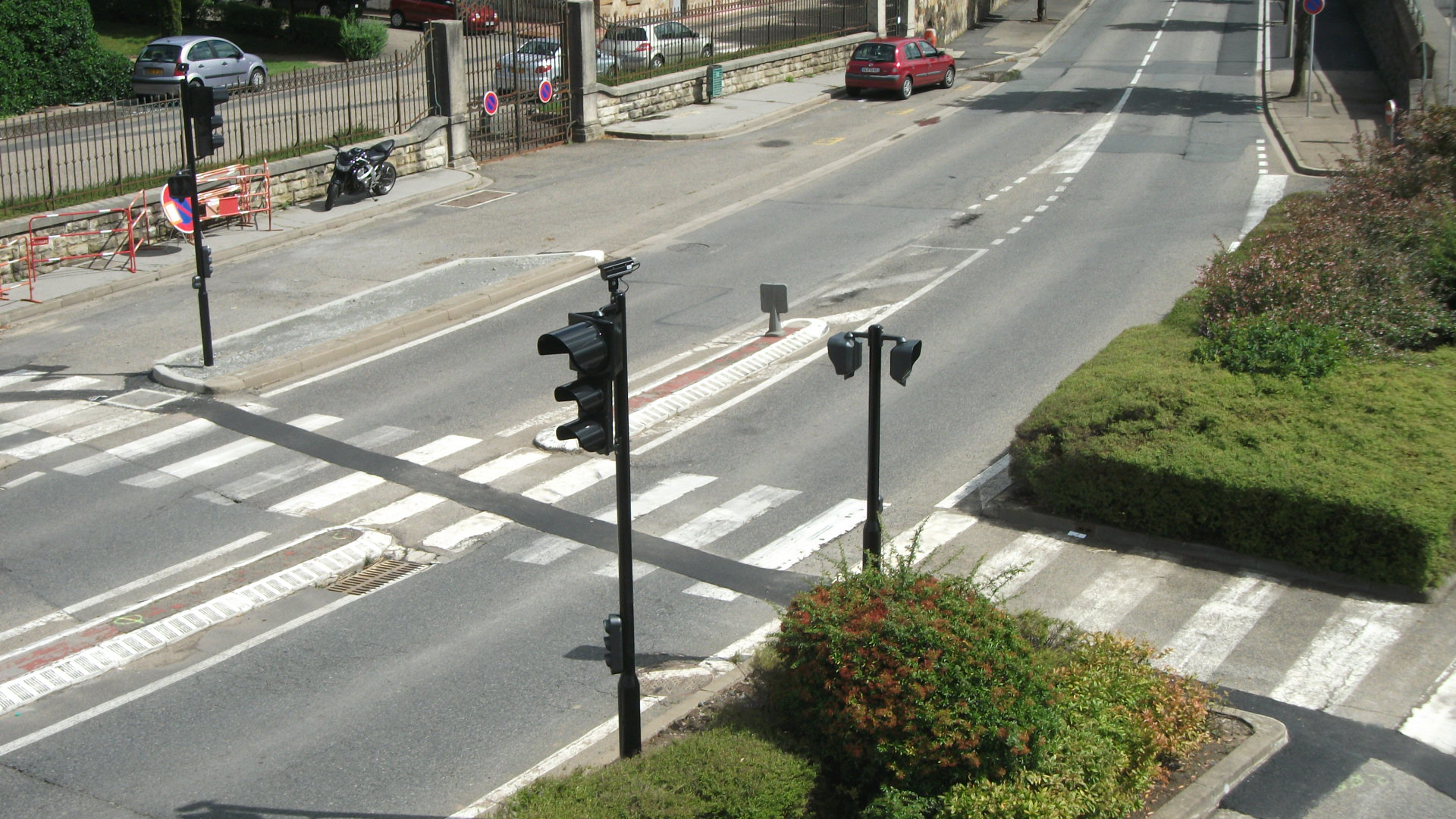
Feux de circulation routière.

Dans le domaine routier, un feu ou signal lumineux est un dispositif lumineux destiné à régler la circulation.
Le présent article est consacré aux feux et aux signaux lumineux, codifiés R en France.

## Types

### Feux de balisage et d'alerte
Lorsque les contraintes locales nécessitent un renforcement de la perception de certains signaux (type A, AB, J4), ceux-ci peuvent être complétés par des feux de balisage et d'alerte, de forme circulaire, de couleur jaune, conformément aux dispositions du paragraphe B ci-dessous. Ils sont aussi utilisés pour la signalisation temporaire. Ces feux ne doivent être employés qu'exceptionnellement pour alerter l'usager et attirer son attention sur la signalisation des dangers qui ne pourraient pas être signalés par des moyens plus
courants (taille des panneaux, rétroréflexion, renforcement de la signalisation, etc.) et ne doivent jamais être utilisés sans signal associé.

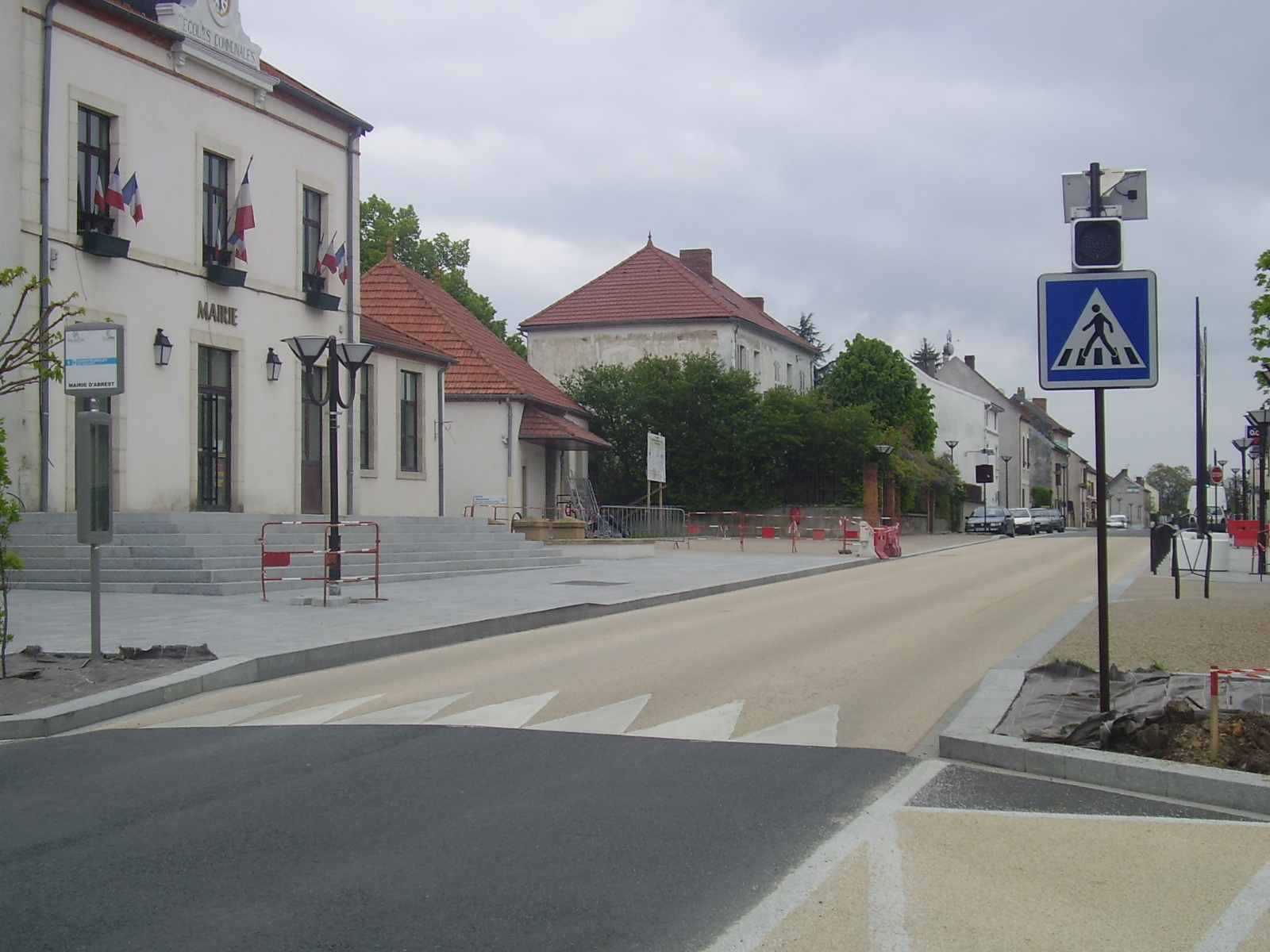
Même si ce pseudo-passage pour piétons peut être préoccupant, le feu R1 ne doit pas être implanté au-dessus d'un signal de position.

Les feux R1 peuvent être utilisés pour compléter la signalisation permanente de danger, la signalisation avancée des régimes de priorité ou la balise J4. Un seul feu est installé à la partie supérieure d’un panneau triangulaire ou de la balise J4. Ces feux sont équipés d'un écran de contraste de couleur noire ou sombre, de forme carrée. On distingue les feux : R1j pour une utilisation de jour, R1n de nuit et R1jn de jour et de nuit.
L'utilisation de ces feux en association avec des panneaux de signalisation de prescription (exception pour B4, B5a et B5b), d'indication, de services et de direction est interdite.
- R1 : feux de balisage et d'alerte utilisés pour compléter la signalisation permanente de danger, la signalisation avancée des régimes de priorité ou le balisage permanent.
- R2 : feux de balisage et d'alerte utilisés en complément de la signalisation temporaire.
- R2d : feux de balisage et d'alerte constitués de feux associés pour s’allumer successivement.

### Signaux lumineux d'intersection
Le signal tricolore circulaire R11 est normalement composé de trois feux circulaires vert, jaune, rouge (R11v).
Exceptionnellement, et sous réserve d’une étude le justifiant, le vert peut être remplacé par du jaune clignotant (R11j).
Très souvent, ces feux sont accompagnés du signal piéton R12, constitué de deux feux vert et rouge, normalement disposés dans cet ordre de droite à gauche ; éventuellement ils peuvent être disposés l’un au-dessus de l’autre, le vert en bas. L'arrêté du 13 juin 2022 introduit qu'un signal lumineux décompteur de temps pour piétons puisse être associé au signal R12. Le décompte est affiché en vert ou rouge pour décompter le temps restant vert ou rouge.
L'arrêté du 13 juin 2022 introduit le signal bicolore destiné aux piétons et aux cycles R12m qui associe un pictogramme de cycle au pictogramme de piéton.
Les signaux tricolores modaux R13 sont composés de trois feux (vert, jaune, rouge, dans cet ordre de bas en haut), munis chacun d’un même pictogramme (R13b : pour services réguliers de transport en commun ; R13c : pour cyclistes).
Le feu vert peut être remplacé par un feu jaune clignotant, les signaux se dénommant alors respectivement R13cj et R13bj.
Les signaux tricolores directionnels R14 sont destinés chacun à l'ensemble des véhicules qui ont pour destination la direction indiquée par la flèche, ou l'une des directions indiquées. En aucun cas le feu vert ne peut être remplacé par un feu jaune clignotant. Cinq variantes existent : Tourne-à-gauche R14tg, Direct Tourne-à-gauche R14dtg, Direct R14d, Direct Tourne-à-droite R14dtd, Tourne-à-droite R14td.
Les signaux d'anticipation modaux R15 sont composés d'un feu jaune clignotant et sont obligatoirement associés à un ensemble de feux tricolores circulaires du type R11v (vert sur le feu du bas). Ils sont munis d'un pictogramme (R15b avec mention BUS, R15c pour les cycles). 
Les signaux d'anticipation directionnels R16 sont composés d'un feu jaune clignotant et sont obligatoirement associés à un ensemble de feux tricolores circulaires R11v (vert sur le feu du bas). Il est recommandé de les associer aux signaux R11. Ils sont munis d'un pictogramme en forme d’une ou deux flèches (R16tg, R16dtg, R16d, R16dtd, R16td).
Le signal R17 pour véhicules des services réguliers de transport en commun est composé de trois feux blancs présentant, de bas en haut, une barre verticale, un disque et une barre horizontale, sur fond noir circulaire. Le feu central comportant le disque peut être clignotant. Il se décline en un autre signal R18, directionnel, de même composition, à l'exception de la barre du feu inférieur qui est inclinée à gauche ou à droite. Ils s'adressent exclusivement aux véhicules des services réguliers de transport en commun qui ont pour destination la direction indiquée par la barre du feu inférieur.
Un arrêté du 12 janvier 2012 introduit le signal R19 d'autorisation conditionnelle de franchissement pour cycles, obligatoirement
associé à un ensemble de feux tricolores circulaires dont le feu du bas est vert. Destinés aux cycles, le signal R19 se compose d’un feu jaune clignotant muni d’un pictogramme cycle et d’une flèche indiquant la direction concernée. Les variantes R19d et R19td limitent l'autorisation pour s'engager sur la voie située la plus à droite et respectivement pour s'engager sur la voie située en continuité.
Seul un signal R19 ou un panonceau M12 autorise le franchissement au feu rouge. Les cyclistes devront tout de même redoubler de prudence et céder le passage aux piétons. Dans le cas contraire, les cyclistes doivent alors respecter le feu tricolore habituel (signal R11).

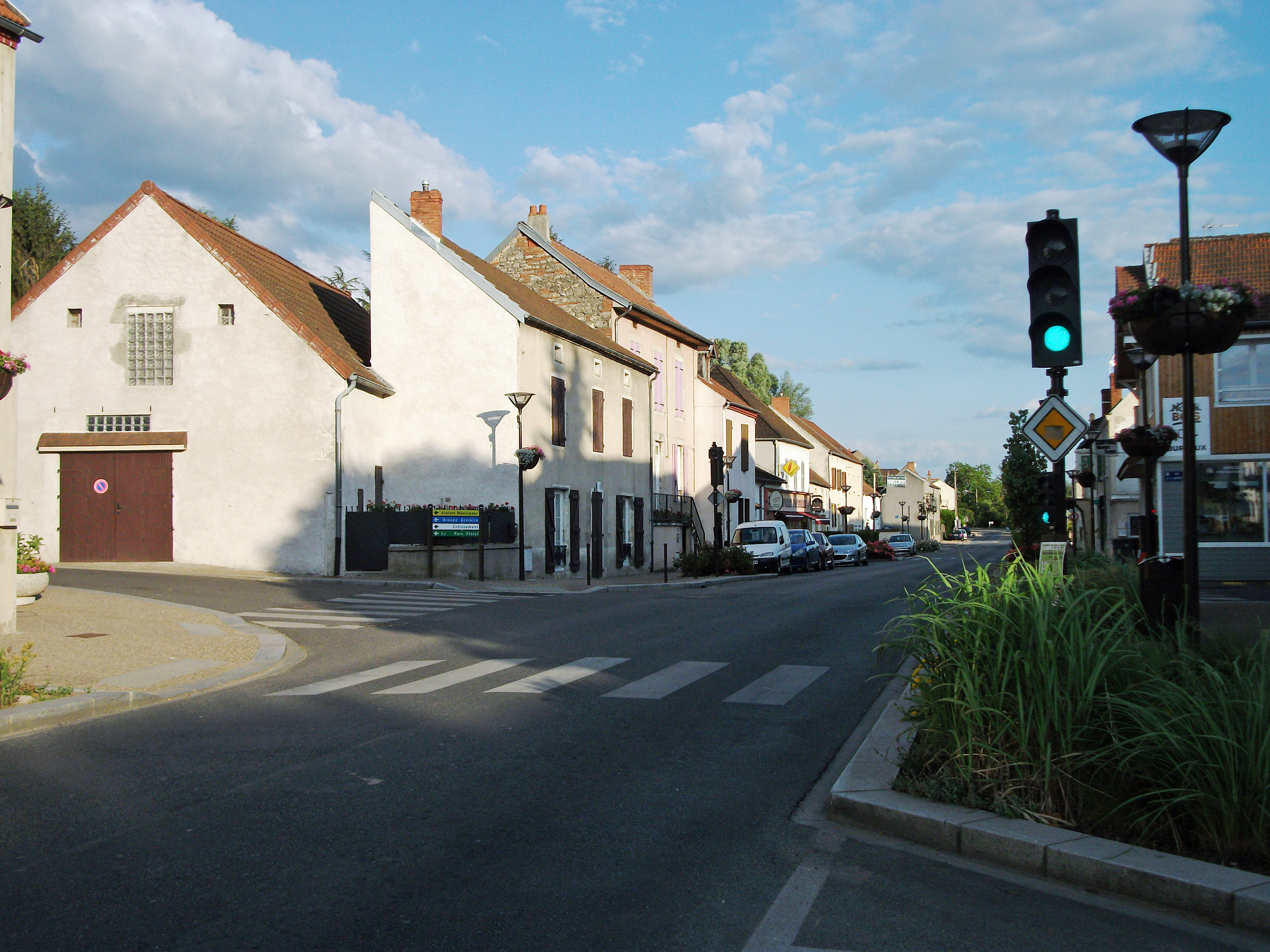
Signal R11v.
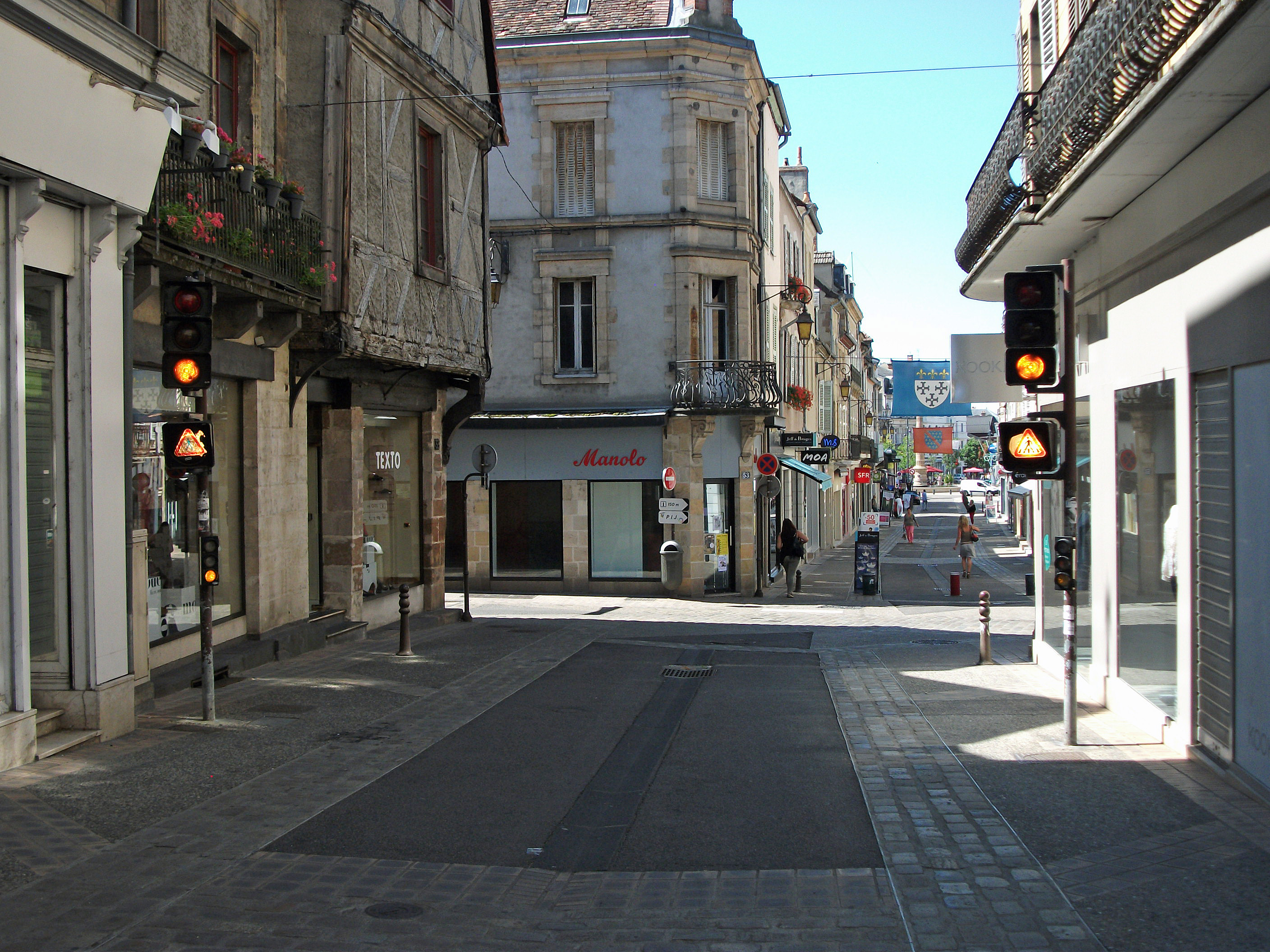
Signaux R11j.
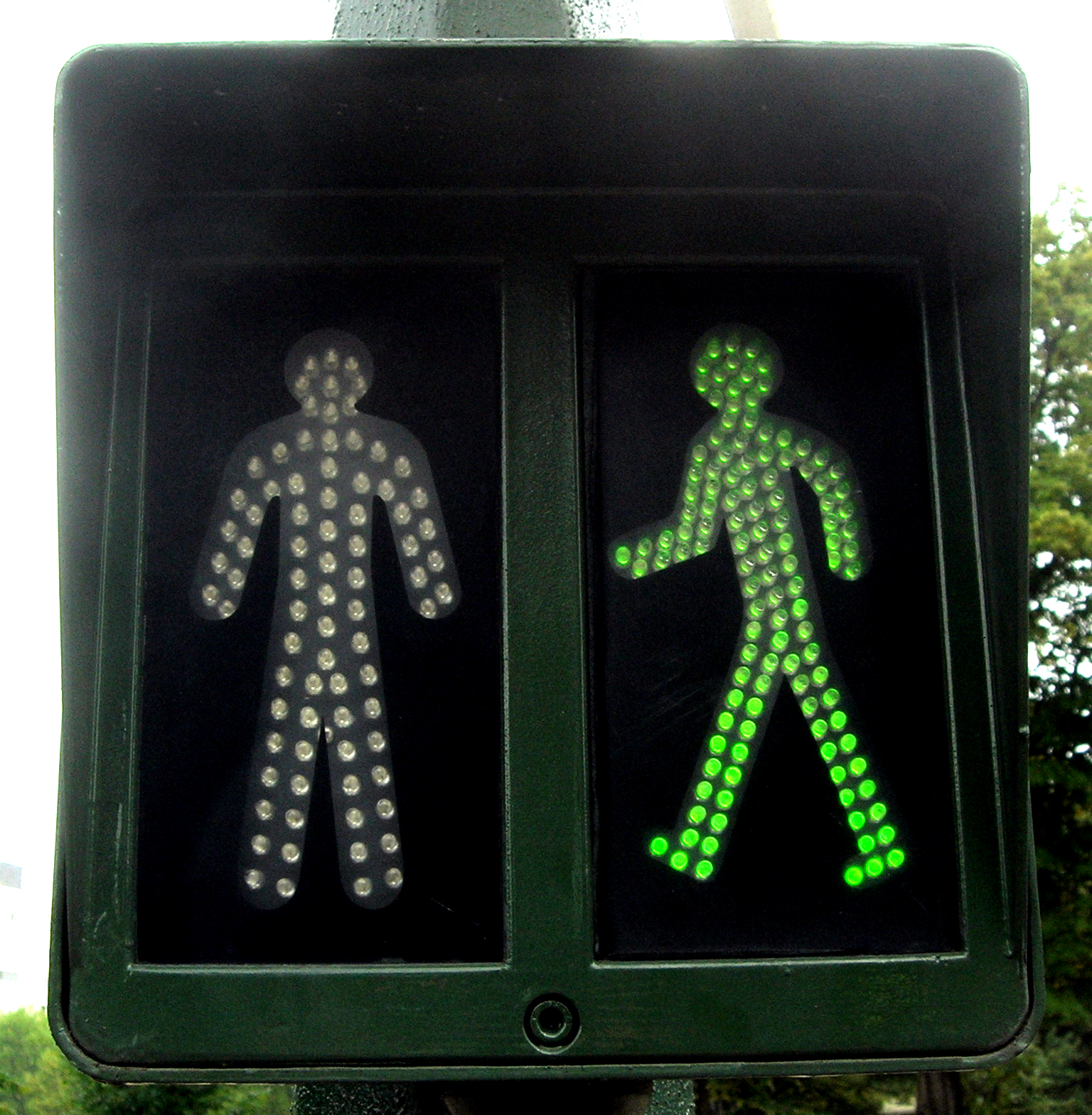
Signal R12.
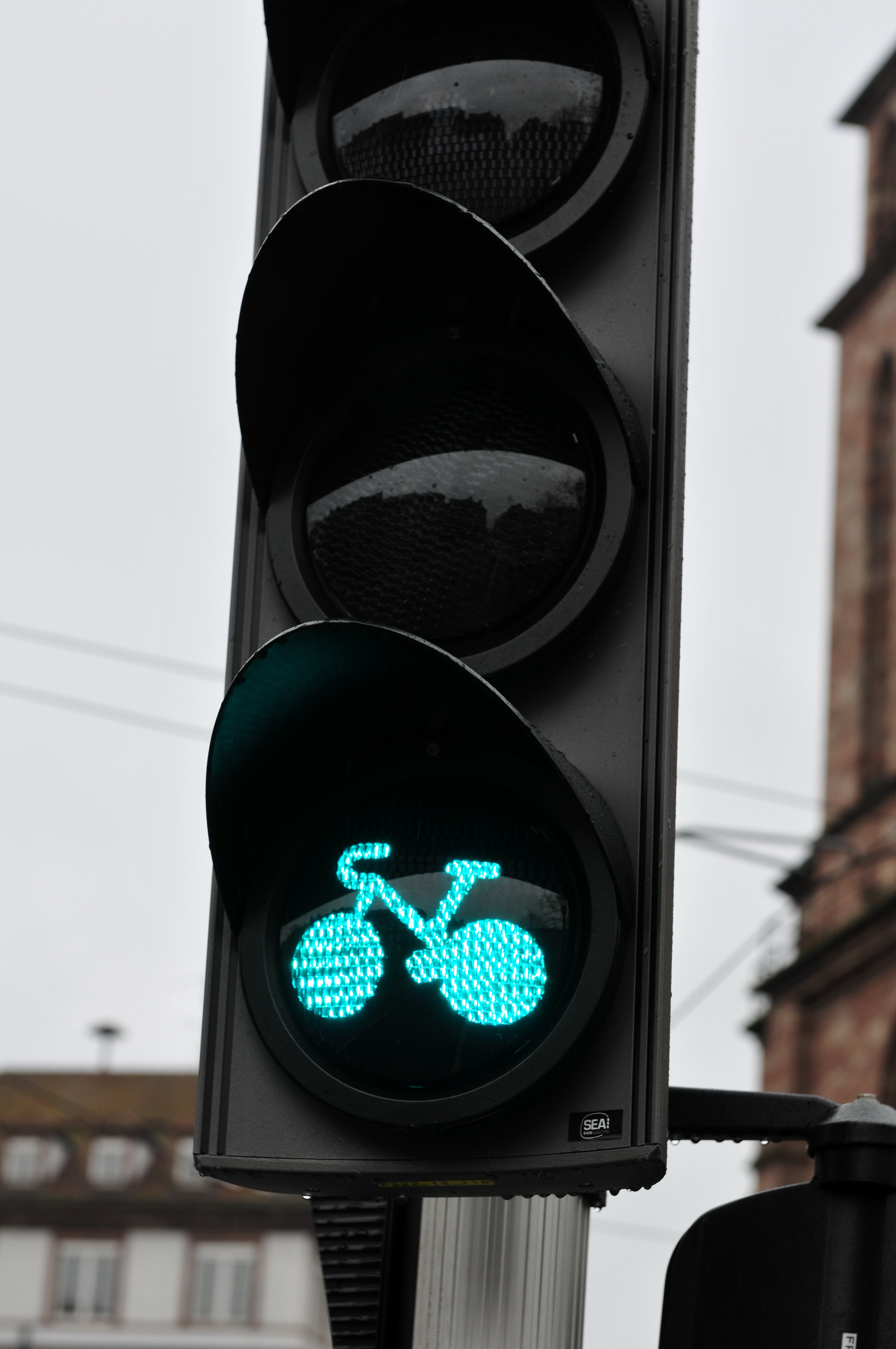
Signal R13c.
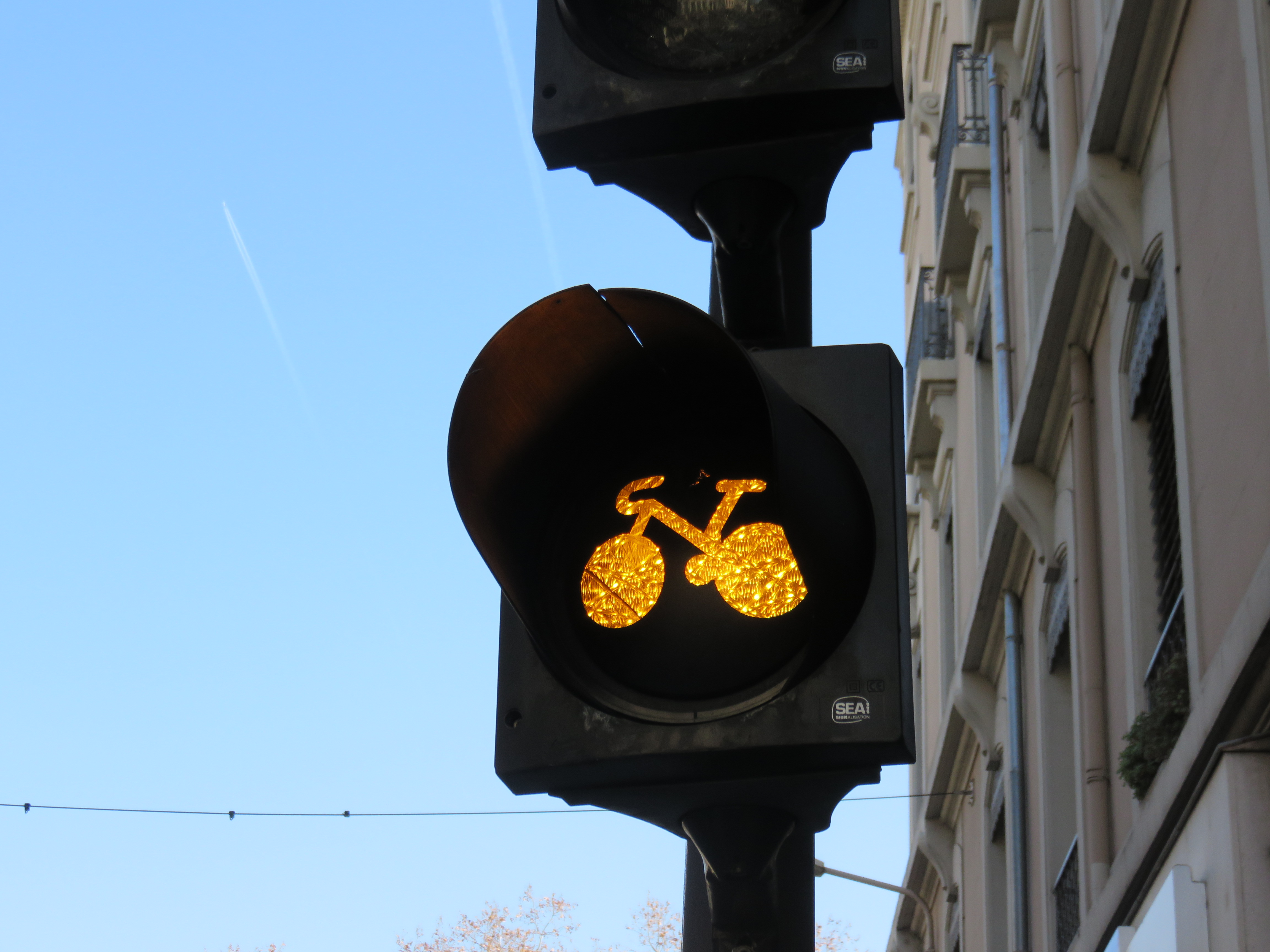
Signal R15c.
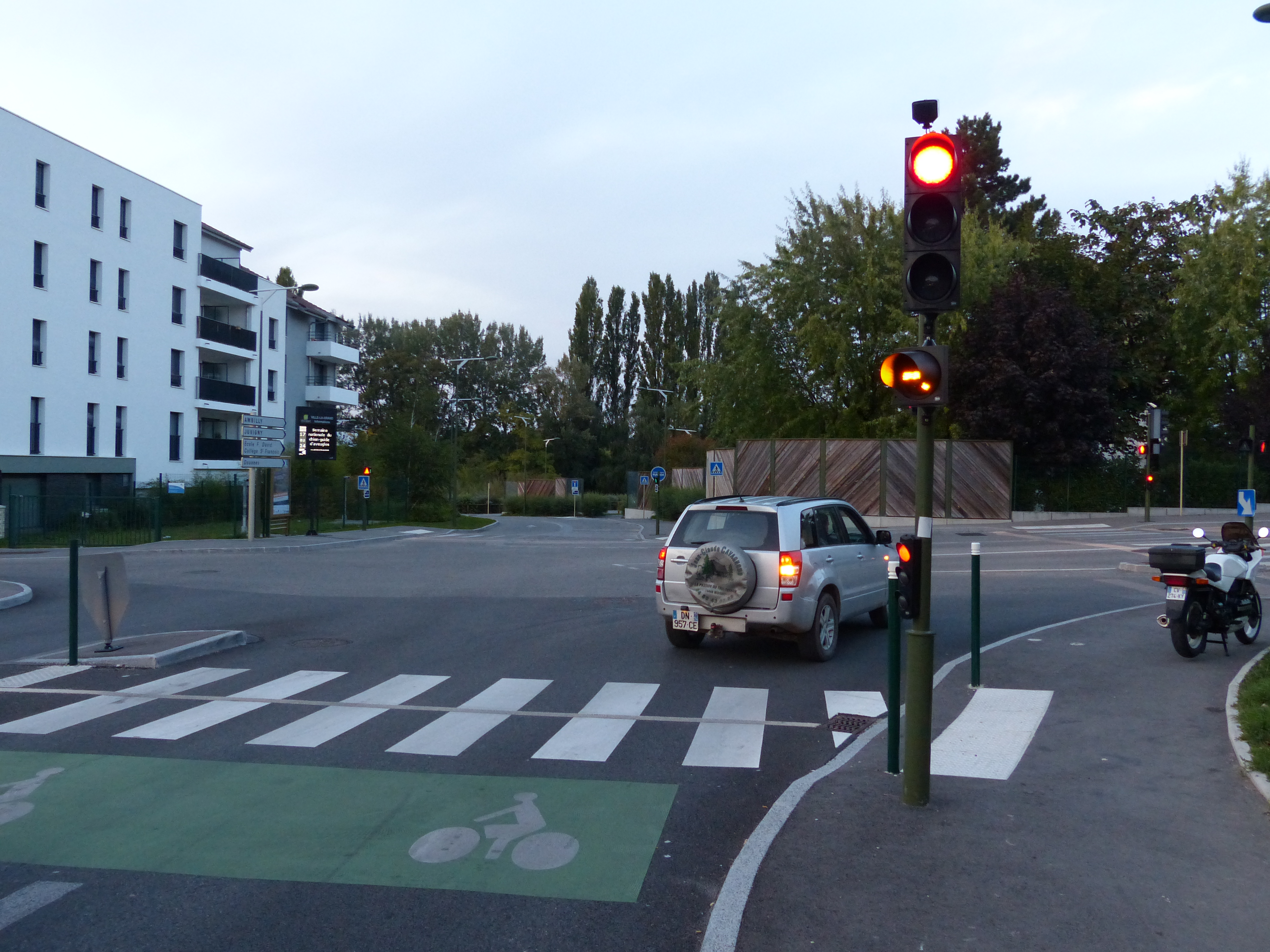
Signal R16td.
Signal R17.

### Autres signaux lumineux de circulation
R21 – Signaux d’affectation de voies
- R21a : feu rouge fixe en forme de croix de Saint-André, sur fond noir circulaire ou carré. Il interdit à tous les véhicules d’emprunter la voie au-dessus de laquelle il est situé.
- R21b : feu vert fixe en forme de flèche verticale dirigée vers le bas, sur fond noir circulaire ou carré. Il autorise tous les véhicules à circuler sur la voie au-dessus de laquelle il est situé.
- R21c : feu jaune clignotant en forme de flèche oblique à 45° vers le bas, à droite ou à gauche, sur fond noir circulaire ou carré. Il annonce l’interdiction de circuler sur la voie au-dessus de laquelle il est situé et oblige tous les véhicules à se rabattre sur la ou l’une des voies adjacentes indiquées par le signal (deux variantes R21cd et R21cg).

R22 – Signal tricolore de contrôle de flot
- Il se compose des mêmes feux que le signal R11 vertical et se présente sous deux aspects : le feu du bas peut être soit vert : R22v, soit jaune clignotant : R22j.
- Le signal tricolore de contrôle de flot est destiné à limiter le débit de véhicules par exemple sur une bretelle d'entrée à une voie rapide pour en contrôler l’accès.

R23 – Signal bicolore de contrôle individuel
- Il se compose de deux feux circulaires fixes, vert et rouge : R23v, ou jaune clignotant et rouge : R23j, dans cet ordre de bas en haut.
- Il est destiné au contrôle de tous les véhicules. Il s’applique à une seule voie de circulation où l’arrêt de chaque véhicule est requis pour une opération de contrôle : douane, péage, etc.
- Il peut aussi réguler l’accès à une voie rapide véhicule par véhicule.

R24 – Signal d’arrêt
- Il est composé d’un feu circulaire rouge clignotant. Éventuellement, deux de ces signaux peuvent être assemblés ou rappelés, et clignoter en synchronisme ou en alternance.
- Il est destiné à interdire momentanément la circulation à tout véhicule routier, devant un obstacle ou un danger particulier (passage à niveau, traversée de voies exclusivement réservées aux véhicules des services réguliers de transport en commun, pont mobile, avalanche…).
- Il peut être employé pour favoriser le débouché sur la voie publique des véhicules prioritaires des pompiers.

En 2018, le feu R24 n'est pas soumis à des règles relatives à sa visibilité hors document SNCF   NG EF 3 A 5 n°3. Selon ce document, le feu doit être visible à 135 mètres pour une route limité à l'ancienne vitesse de 90 km/h.
Les feux ont un diamètre de 160 millimètres avec un éclairement de 1400 cd dans l'axe optique et de 510 cd dans un axe horizontal à 10%, et sous un angle vertical de 1%.
Les trois défauts majeurs du feu R24 sont:
- une surface excessivement faible
- un faisceau trop étroit
- un manque d'uniformité[6]

Le fonctionnement des feux R24 n'est définit ni par la norme NF EN 12352, ni par la norme NF EN 12368 et ne peuvent donc pas être homologués.
R25 – Signal d’arrêt pour piétons
- Il est composé d’un pictogramme rouge fixe figurant un piéton surmontant un pictogramme rouge clignotant portant la mention STOP.
- Il est destiné à interdire la traversée par les piétons des sites exclusivement réservés aux véhicules des services réguliers de transport en commun. Typiquement les trams car ils ont une longue distance de freinage. Ces sites exclusifs sont appelés « site propre », c'est-à-dire que cette voie n'est pas partagée avec les autres usagers.

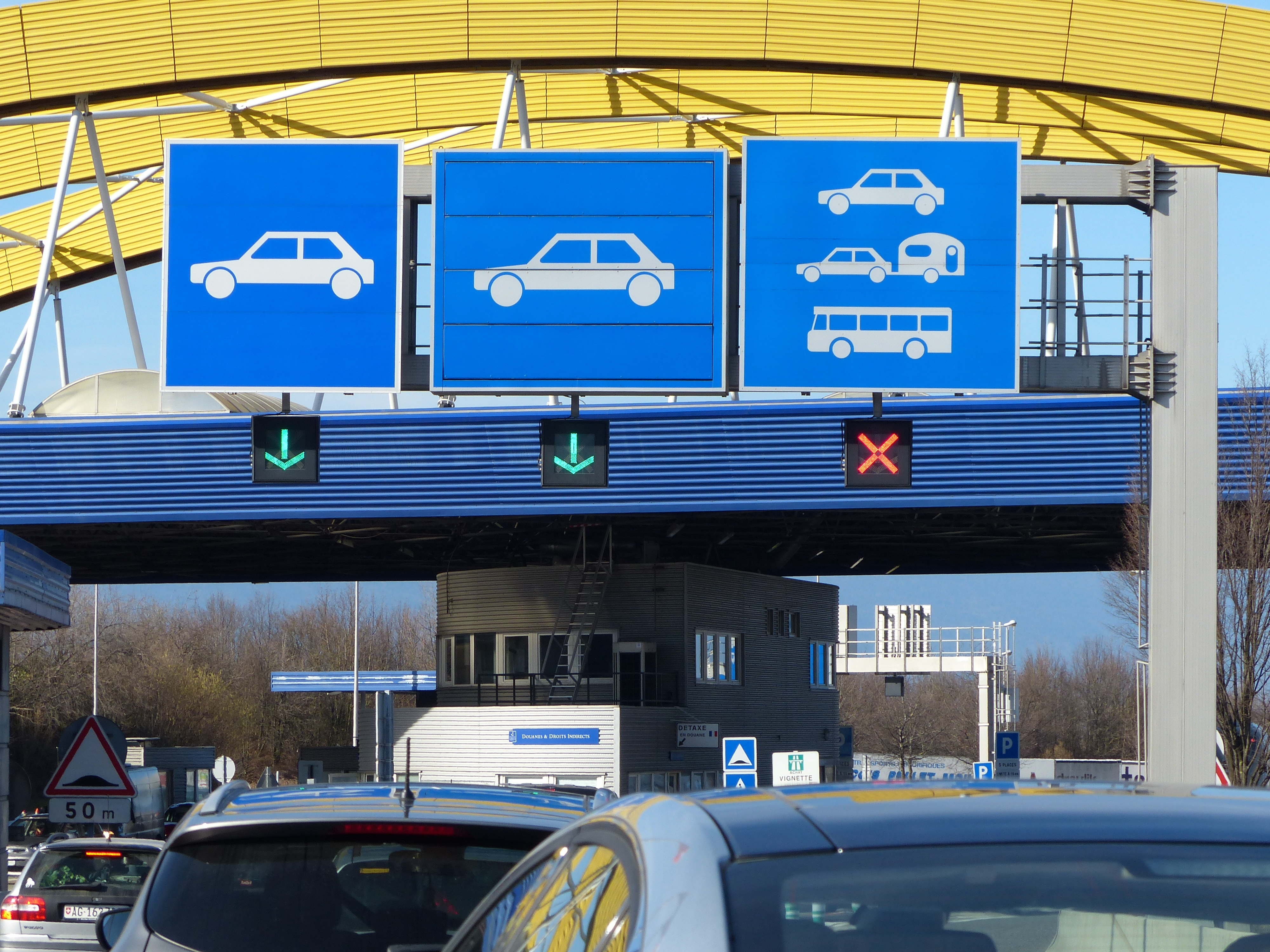
Signaux R21
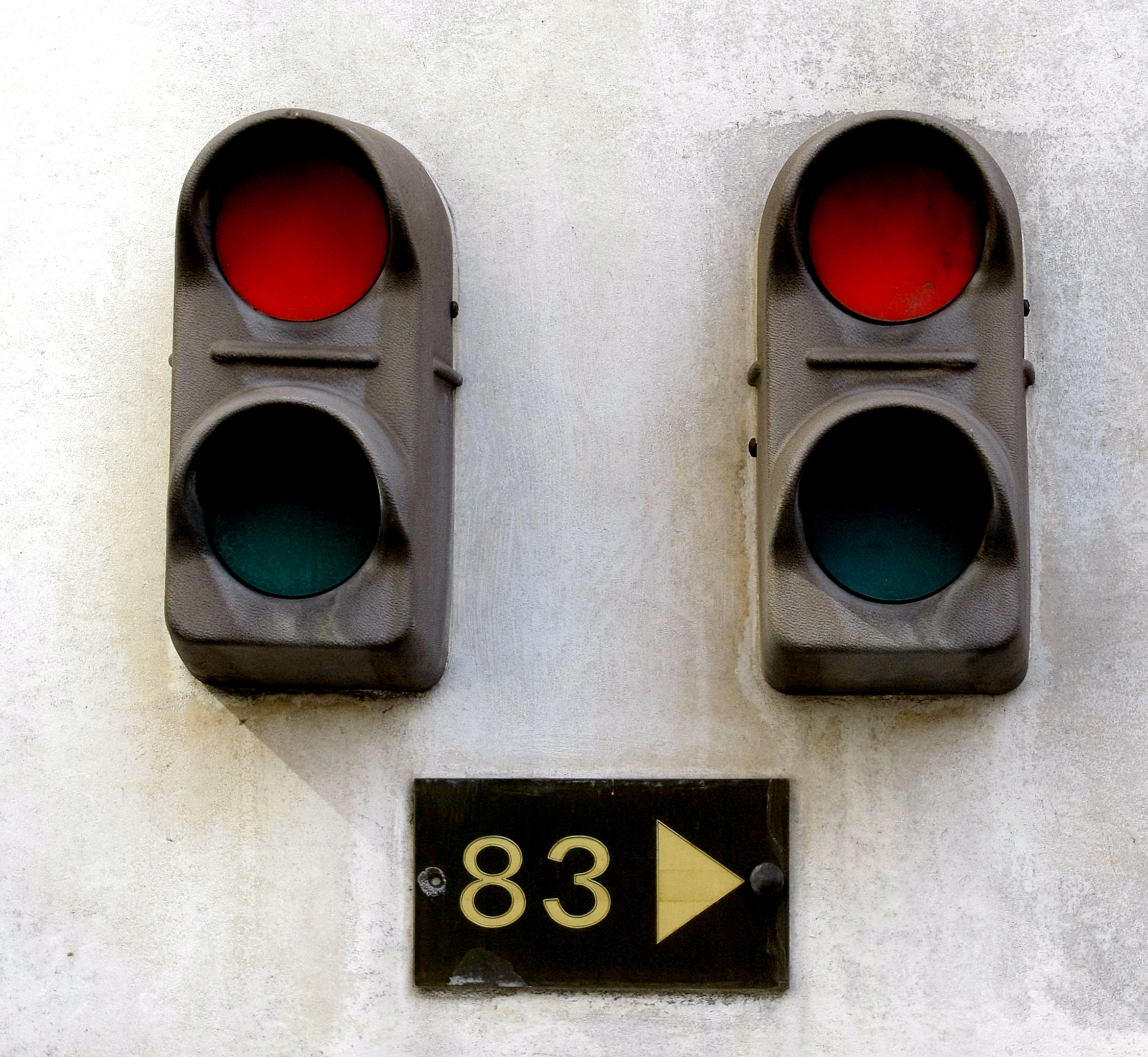
Signaux R23v
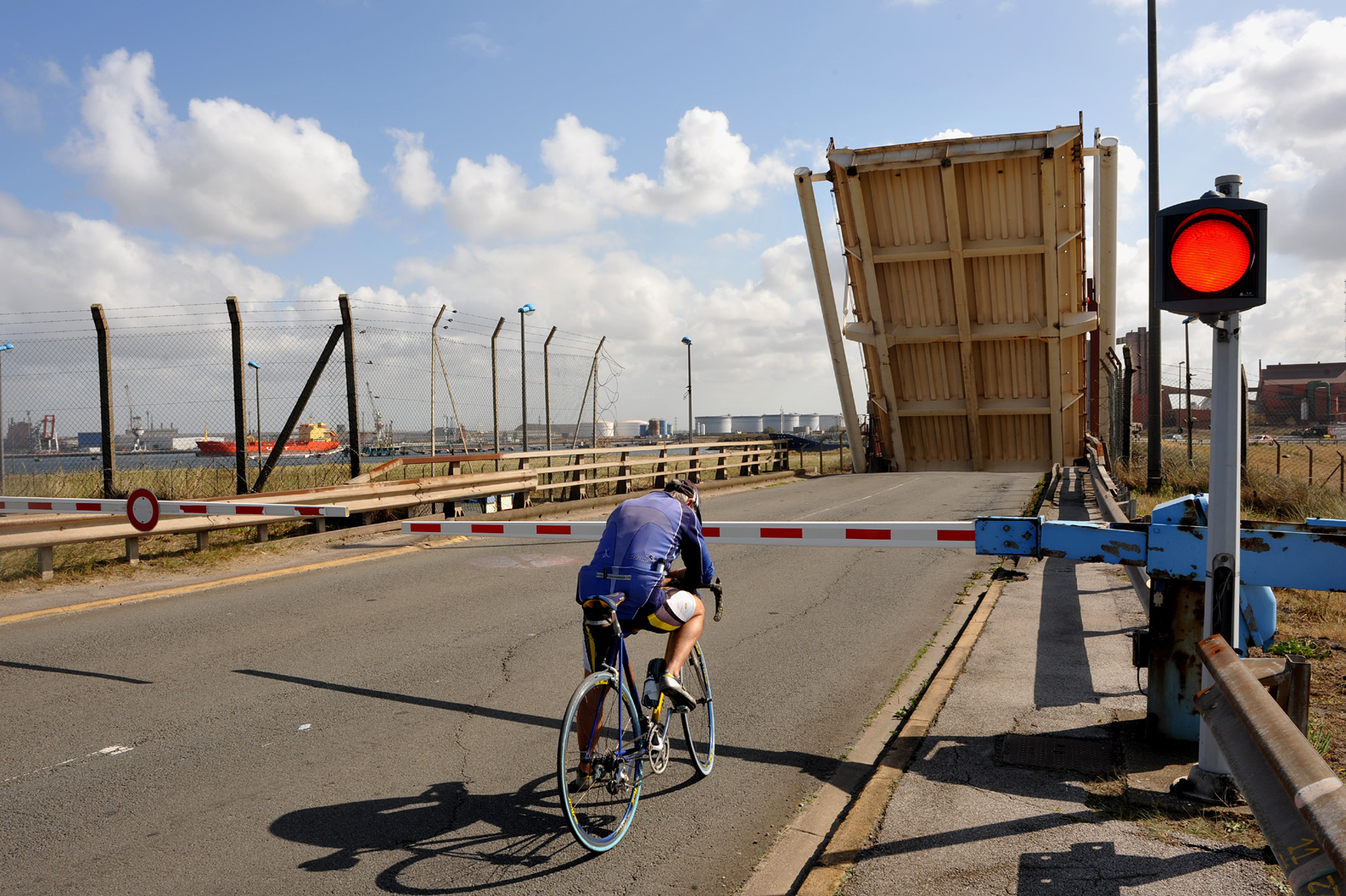
Signal R24 avec barrière XK3
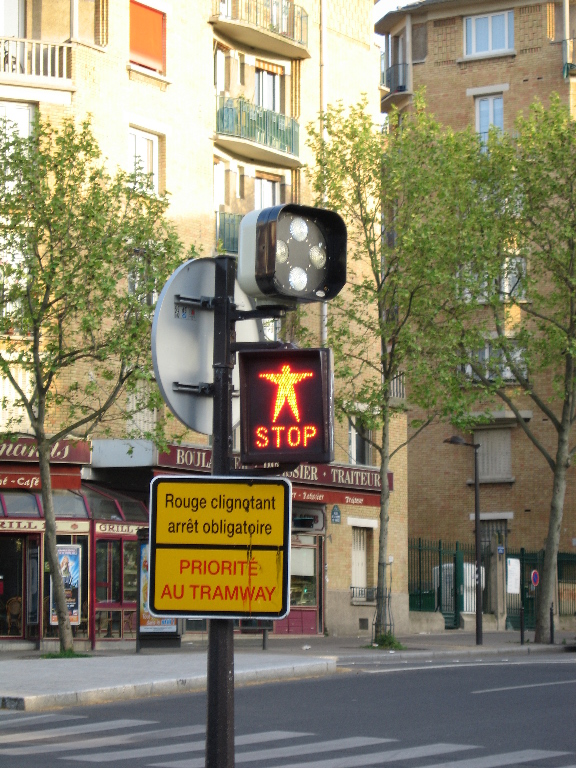
Signal R25 avec panneau explicatif

### Sources
- Instruction interministérielle sur la signalisation routière, 6e partie [PDF] en ligne.